# Estadio Municipal de Mahamasina
El Estadio Municipal de Mahamasina (en francés: Stade municipal de Mahamasima) es un estadio de usos múltiples ubicado en la ciudad de Antananarivo, la capital del país africano de Madagascar. 
Se utiliza sobre todo para los partidos de fútbol y rugby. El estadio cuenta con cerca de 23.000 asientos, pero 40.000 personas han llegado para los partidos de fútbol y rugby. En 2005, el estadio fue el escenario de una estampida que mató a dos personas durante un partido entre el equipo sudafricano Kaizer Chiefs y el de Madagascar USJF Ravinala. También fue el estadio de los Juegos del Océano Índico de 2007.